# Rei Jimbo
Rei Jimbo –en japonés, 神保 れい, Jimbo Rei– (9 de julio de 1974) es una deportista japonesa que compitió en natación sincronizada.
Participó en dos Juegos Olímpicos de Verano en los años 1996 y 2000, obteniendo dos medallas, bronce en Atlanta 1996 y plata en Sídney 2000. Ganó dos medallas en el Campeonato Mundial de Natación, bronce en 1994 y plata en 1998.

## Palmarés internacional
| Juegos Olímpicos   | Juegos Olímpicos         | Juegos Olímpicos  | Juegos Olímpicos |
| Año                | Lugar                    | Medalla           | Prueba           |
| ------------------ | ------------------------ | ----------------- | ---------------- |
| 1996               | Atlanta (Estados Unidos) | Medalla de bronce | Equipo           |
| 2000               | Sídney (Australia)       | Medalla de plata  | Equipo           |
| Campeonato Mundial |                          |                   |                  |
| Año                | Lugar                    | Medalla           | Prueba           |
| 1994               | Roma (Italia)            | Medalla de bronce | Equipo           |
| 1998               | Perth (Australia)        | Medalla de plata  | Equipo           |